# Edward Zenteno
Edward Mauro Zenteno Álvarez (Cochabamba, 5 de dezembro de 1984) é um ex-futebolista boliviano que atuava como zagueiro.

## Carreira
Profissionalizou-se no Jorge Wilstermann em 2003, e no ano de 2015 integrou a Seleção Boliviana que disputou a Copa América realizada no Chile.